# الرابطة الوطنية للمتحدثين
الرابطة الوطنية للمتحدثين National Speakers Association (NSA) هي جمعية مقرها الولايات المتحدة تدعم المتحدثين التحفيزيين وغيرهم من المتحدثين العامين. وهي أقدم وأكبر جمعية دولية من بين 13 جمعية تشكل الاتحاد العالمي للمتحدثين.

## تاريخه
تأسست عام 1973 على يد كافيت روبرت (1907-1997).  على الرغم من أن روبرت عانى من رهبة المسرح في سنوات شبابه، إلا أنه انضم إلى منظمة توستماسترز العالمية وتلقى خطابه الأول مدفوع الأجر في سن 61 عام.  بدأت فكرة كافيت للرابطة الوطنية للمتحدثين بحضور 35 مشاركًا في ندوة مبيعات الصيف في فينيكس عام 1969.  قام بتأسيس جمعية المتحدثين الوطنية في 12 يوليو 1973. في يوليو 1979، تم تكريم روبرت بأول جائزة لعضو العام من الرابطة الوطنية للمتحدثين، والتي تمت إعادة تسميتها لاحقًا باسم "جائزة كافيت".   تكريمًا لعيد ميلاد روبرت، تحتفل الرابطة الوطنية للمتحدثين بيوم "روح الرابطة الوطنية للمتحدثين" كل 14 نوفمبر. 
أطلقت الجمعية أكاديمية التحدث الاحترافي في يناير 2004 لتعليم أولئك الذين يستكشفون مهنة التحدث الاحترافي.  تتكون الأكاديمية من التعلم الإلكتروني ومعهد كافيت الذي يستمر ليوم واحد.

## الهيكل التنظيمي والعمليات
في يناير 1991، انتقلت الرابطة الوطنية للمتحدثين إلى مبنى مقرها الجديد في 1500 ساوث بريست درايف في تيمبي، أريزونا. في أعقاب جائحة كوفيد-19 عام 2020، تحولت الرابطة الوطنية للمتحدثين إلى العمل عن بعد بالكامل ولديها حاليًا مكتبها الوطني في مينيابوليس، مينيسوتا و35 فرعًا إقليميًا في جميع أنحاء الولايات المتحدة. تم اعتماد الكفاءات المهنية للوكالة الوطنية للأمن في يونيو 1985. وهي معروفة باسم الأربعة E: البلاغة، والخبرة، والمبادرة، والأخلاق.

### العضوية
عضوية الرابطة الوطنية للمتحدثين متاحة للمتحدثين المحترفين، ورواد الأعمال، والمؤلفين، والمدربين، ومقدمي البودكاست. تشمل معايير العضوية خبرة موثقة في الخطابة الاحترافية، مثل تحقيق دخل أدنى من المشاركات في الخطابة، أو إلقاء عدد معين من الخطب المدفوعة بشكل سنوي، أو الجمع بين الخطابة المدفوعة وخدمات أخرى مدرة للدخل مثل التدريب. كما تقدم الرابطة الوطنية للمتحدثينعضويات طلابية وفرص انتساب للراغبين في تطوير مسيرتهم المهنية في الخطابة. يُشترط على الأعضاء الالتزام بميثاق أخلاقيات الرابطة الوطنية للمتحدثينوإظهار التزامهم بالتطوير المهني والتميز في الخطابة العامة.

### الأحداث
تعقد الرابطة الوطنية للمتحدثين مؤتمرًا وطنيًا سنويًا كل صيف يضم متحدثين من قطاع الإعلام. عُقد أول مؤتمر لوكالة الأمن القومي في الأول من يونيو عام 1975 بحضور 62 شخصًا في فندق سكوتسديل كاميلباك.
تعقد الرابطة الوطنية للمتحدثين مختبرات على مدار العام. عُقد أول مختبر للرابطة في30 أبريل 1994 في المركز الدولي للتحدث الاحترافي.

### الفروع المحلية والإقليمية
يُدار الفروع الخمسة والثلاثون من قِبل رئيس مُنتخب ومجلس إدارة. تُوفر هذه الفروع منصاتٍ للمتحدثين المحترفين للتواصل والتعلم والنمو داخل مجتمعاتهم المحلية. عادةً ما يستضيف كل فرع اجتماعاتٍ شهريةً تضم متحدثين ضيوفًا وفرصًا للتواصل. على الصعيد الوطني، لدى الرابطة الوطنية للمتحدثين مجلس قيادة للفروع يتألف من رؤساء سابقين يعملون كمستشارين وموارد متطوعين لقادة الفروع الحاليين.

## قاعة مشاهير المتحدثين
في فبراير 1977، أنشأت الجمعية قاعة مشاهير المتحدثين بجائزة مجلس الأقران للتميز (CPAE). أُنشئت هذه الجائزة مدى الحياة لتكريم أفضل المتحدثين المحترفين في المنظمة لتميزهم في التحدث واحترافيتهم. يتم تقييم المكرمين من قبل أقرانهم بناءً على معايير مختلفة. ومن عام 2015، تم تكريم 232 رجل وامرأة؛ ويوجد في الوقت الحالي172 عضو على قيد الحياة.

## متحدث محترف معتمد
يُعد لقب المتحدث المحترف المعتمد (CSP)، الذي تمنحه الجمعية، مقياس دوليًا لمهنة التحدث لكفاءة المنصة المهنية. في عام 2015، كرمت NSA 51 متحدث محترف، وهي أكبر فئة من الأفراد الذين حصلوا على هذا اللقب في مؤتمر NSA السنوي.

## المجلة
تُصدر الرابطة الوطنية للمتحدثين أيضًا مجلةً عشر مرات سنويًا، مطبوعة ورقمية، تتناول استراتيجيات التسويق والنصائح والمعلومات والأفكار المبتكرة من المتحدثين المحترفين. أُعيدت تسمية مجلة الرابطة الوطنية للمتحدثين إلى "مجلة المتحدث Speaker magazine" في يناير 2007. وبعد عام، في يونيو 2008، أصبحت المجلة رقمية. في عام 2013، أطلقت الرابطة موقع SpeakerMagazine.com، وأطلقت تطبيقًا للهواتف المحمولة.

## الكتب
نشرت الرابطة الوطنية للمتحدثين الكتب التالية
- الأجر مقابل التحدث: أفضل الممارسات لبناء عمل ناجح في مجال التحدث (بالإنجليزية). Greenleaf Book Group. 2011. ISBN:9781608321407. Archived from the original on 2023-10-18.[6]
- Association (U.S.), National Speakers (2012). تحدث أكثر!: استراتيجيات تسويقية لزيادة فرصك في التحدث (بالإنجليزية). Greenleaf Book Group. ISBN:9781938416026. Archived from the original on 2023-10-18.[4]
- National Speakers Association: الاحتفال بمرور 40 عام على الحكمة التقليدية، ووصف تاريخ رابطة المتحدثين الوطنية، وتسليط الضوء على الأفراد والأحداث والمبادرات والبرامج المشاركة في الرابطة growth and influence was published in July 2013.[28]

## الأعضاء البارزين
- ليز براون
- مارك فيكتور هانسن
- سالي هوجشيد [29]
- هارفي ماكاي
- نيدو كوبين
- لورا ستاك
- زيغ زيغلار [30]
- مونيكا ووفورد
- ريتش هارت
- جيم كاثكارت
- والتر بوند
- رون كار